# Карабулак (Зайсанський район)
Карабула́к (каз. Қарабұлақ) — село у складі Зайсанського району Східноказахстанської області Казахстану. Адміністративний центр Карабулацького сільського округу.
Населення — 2097 осіб (2021; 1953 у 2009, 2241 у 1999, 1955 у 1989).
Національний склад станом на 1989 рік:
- казахи — 100 %